# Die letzte Insel
Die letzte Insel (Originaltitel: The Last Island) ist ein Spielfilm der niederländischen Filmregisseurin Marleen Gorris aus dem Jahr 1990.

## Handlung
Der Film beginnt mit dem Absturz einer Passagiermaschine auf einer einsamen Insel irgendwo im Pazifik. Der militante Nick, der junge Heißsporn Jack, der sanftmütige Biologe Pierre, der Millionär Sean und sein schwuler Freund Frank, Joanna, eine selbstbewusste junge Frau, die ältere Dame Mrs. Godame und ein Hund überleben als einzige den Absturz. Nachdem sie die toten Passagiere aus dem Flugzeug geborgen und verbrannt haben, versuchen sie mit dem Funkgerät vergeblich Kontakt zur Außenwelt herzustellen. Allmählich leben sich die Gestrandeten in ihrer neuen Heimat ein. Die Insel selbst bietet ihnen genug Nahrung, aus den Wrackteilen und anderen Materialien bauen sie sich schützende Unterkünfte.
Bald darauf finden sie beim Fischen ein Boot, in dem ein toter Mann liegt. Seine Haut weist merkwürdige Verbrennungsspuren auf und den Überlebenden wird klar, dass sie nach einer globalen Katastrophe die letzten Menschen auf der Erde sind und eine Rettung damit ausgeschlossen ist.
Der Versuch, mit einem selbstgebauten Boot die Insel zu verlassen, scheitert und schon bald kommt es zu Spannungen innerhalb der Gruppe. In diesem Teil des Films werden einige drastische Szenen gezeigt, so wird dem jungen Jack, nachdem ihn eine Schlange gebissen hat, die Hand abgehackt, damit das Gift sich nicht in dessen Körper ausbreitet. Als sich die Wunde entzündet und der Schwerverletzte für die Gruppe eine immer größere Belastung darstellt, wird er von Nick ohne das Wissen und die Zustimmung der Anderen schließlich vergiftet.
Getrieben von Machthunger, religiösem Fanatismus und Eifersucht geraten vor allem die Männer miteinander in Konflikt, z. B. als entschieden wird, mit wem Joanna schlafen soll, um schwanger zu werden und so das Überleben der menschlichen Rasse zu garantieren. Die Situation eskaliert, als bei einem Streit Sean getötet wird und Frank sich daraufhin an Nick rächt. Die Auseinandersetzungen entwickeln sich zu blutigen Kämpfen und nur die beiden Frauen überleben, da sie innere Stärke beweisen und bis zum Schluss zusammenhalten.
Der Film endet damit, dass Joanna und Mrs. Godame mit einem zweiten selbsthergestellten Boot die Insel verlassen und aufs offene Meer hinaussegeln.

## Drehorte
Gedreht wurde an verschiedenen Orten in Trinidad und Tobago.

## Kritik
Das Lexikon des internationalen Films bezeichnete Die letzte Insel als „Endzeit-Parabel unter feministischen Vorzeichen, die dem ‚starken Geschlecht‘ keine Überlebenschance gibt“. Der Film sei „über weite Strecken thematisch überzeugend, am Ende jedoch allzusehr den Genremustern von Action und Abenteuer verhaftet“. „Auf den Frauen ruht hier alle Hoffnung, auf dem Film der Fluch der allzu schweren ideologischen Last“, bemerkte Cinema. Das Fazit lautete: „Pathetische Hymne an die Stärke der Frau.“